# Jules de Vinols de Montfleury
Jules de Vinols de Montfleury est un homme politique français né le 30 juin 1820 à Craponne-sur-Arzon (Haute-Loire) et décédé le 1er avril 1901 au Puy-en-Velay (Haute-Loire).

## Biographie
Issu d'une famille noble, il est reçu à l'école militaire de Saint-Cyr en 1839, mais renonce à la carrière militaire. Après avoir travaillé quelque temps avec son père au bureau de l'enregistrement du Puy-en-Velay, il se consacre à la gestion de ses propriétés. Il est administrateurs de l'hôpital du Puy, conseiller municipal du Puy-en-Velay et conseiller général du canton de Craponne de 1867 à 1871. Il est député de la Haute-Loire de 1871 à 1876, siégeant avec les légitimistes et inscrit à la réunion des Réservoirs. 
Il a été président de la Société d'agriculture, sciences, arts et commerce du Puy et à ce titre a rédigé un dictionnaire de « patois vellavien » (occitan du Velay) (en ligne : ). Il est aussi l'auteur de mémoires politiques (en ligne : ) et participe aux Tablettes historiques du Velay.
Il est inhumé au cimetière du Nord au Puy-en-Velay.

## Publications
- « Mémoire sur l'expulsion de la Société d'agriculture, sciences, arts et commerce du Puy du Musée après la suppression de toutes ses allocations en 1878 », Annales de la Société d'agriculture, sciences, arts et commerce du Puy,‎ 1878 (lire en ligne)
- « monographie du château de Volhac », Annales de la Société d'agriculture, sciences, arts et commerce du Puy,‎ 1889 (lire en ligne)
- « le château du Fort, près Saugues », Annales de la Société d'agriculture, sciences, arts et commerce du Puy,‎ 1889 (lire en ligne)
- « Incendie du château de Mons près Le Puy en 1693, communication de M. le baron de Vinols », Annales de la Société d'agriculture, sciences, arts et commerce du Puy,‎ 1889 (lire en ligne)
- « Élections consulaires au Puy en 1723 », Annales de la Société d'agriculture, sciences, arts et commerce du Puy,‎ 1889 (lire en ligne)
- « Vocabulaires patois Vellavien-Français et Français-patois Vellavien », Annales de la Société d'agriculture, sciences, arts et commerce du Puy,‎ 1878 (lire en ligne)

## Sources
- « Jules de Vinols de Montfleury », dans Adolphe Robert et Gaston Cougny, Dictionnaire des parlementaires français, Edgar Bourloton, 1889-1891 [détail de l’édition]